# Šutur-Nahhunte
Šutur-Nahhunte (Schutur-Nahhunte), Sohn des Huban-immena war ein elamitischer König, der irgendwann in der Zeit zwischen 647 v. Chr. und 539 v. Chr. regierte.
Die Geschichte von Elam nach der Plünderung von Susa durch die Assyrer im Jahr 647 v. Chr. liegt weitgehend im Dunkeln. Lange Zeit wurde davon ausgegangen, dass Elam eine assyrische Provinz und dann eine Provinz des Neubabylonischen Reichen wurde und für immer seine Eigenständigkeit verlor. Einige Textfunde deuten jedoch darauf hin, dass in diesem Zeitraum, vor der Ankunft der Perser, einige Herrscher zu datieren sind, die in Elam eigenständig regierten, als Erbauer von Tempeln auftraten und sogar Feldzüge führten.
Šutur-Nahhunte ist einer dieser Herrscher. Er ist vielleicht von einem Siegel bekannt, das einem gewissen Huban-kitin gehörte und Šutur-Nahhunte als dessen Vater bezeichnet. Diese Zuordnung ist jedoch nicht sicher. Ferner gibt es zwei Steinhörner mit seinem Namen, die aus Susa stammen und den Aufschriften nach den Tempel der Pinikir dekorierten.